# Рьегельхут-Корен, Линн-Кристин
Линн-Кристин (Линка) Рьегельхут-Корен (норв. Linn-Kristin "Linka" Riegelhuth Koren; род. 1 августа 1984 года, коммуна Ши) — норвежская гандболистка, двукратная олимпийская чемпионка (2008 и 2012), чемпионка мира 2011 года и пятикратная чемпионка Европы.

## Карьера

### Клубная
Линн-Кристин занималась гандболом с 4 лет в команде «Ши» из родной коммуны, где работала тренером её мать. До 15 лет Линн-Кристин также играла в футбол. В 1999 году она появилась в команде «Хольмлия», перебравшись через год в «Фурусет». Именно там она дебютировала в основном составе, выступая в Первом Дивизионе (втором по значимости первенстве Норвегии). В 2002 году Рьегельхут подписала контракт с норвежской топ-командой «Ларвик».
Поскольку осенью 2002 года в отпуск по причине беременности ушла Кристин Дувхольт Хавнос, Рьегельхут заняла её место. В первом сезоне она выступала на позиции как правого защитника, так и на позиции правого крайнего: её игра принесла чемпионский титул команде. Семь лет Линн-Кристин провела в составе «Ларвика», а в сезоне 2005/2006 она и вовсе разделила титул лучшего бомбардира с Линн Йёрум Суллан. Через год Линн-Кристин снова стала лучшим бомбардиром чемпионата и установила новый рекорд в 221 гол. С 2005 по 2009 годы она выигрывала чемпионат страны, в 2005 и 2008 годах ей покорялся Кубок обладателей Кубков.
Летом 2009 года Линн-Кристин перешла в команду «Копенгаген» Первой лиги Дании. 2 января 2010 вместе с Аней Андерсен они выиграли Кубок Дании, а в сезоне 2009/2010 она помогала в регулярном чемпионате занять своему клубу первое место, забив 124 гола в 22 матчах. Вместе с Анн Грете Нооргард они разделили второе место в рейтинге бомбардиров. В плей-офф, однако, команда не добралась до финала.
Летом 2010 года Рьегельхут вернулась в «Ларвик», где играла до 2017 года. Она помогла клубу выиграть Лигу чемпионов ЕГФ в сезоне 2010/11, а также завоевать чемпионские титулы в 2011, 2012 и 2013 годах. 7 января 2015 года провела 500-й матч за «Ларвик».

### В сборной
Линн-Кристин привлекалась в 14-летнем возрасте в юношескую сборную Норвегии, сыграв за неё 27 матчей. В 2003 году на чемпионате мира среди молодёжи она завоевала бронзовую медаль. Дебют её состоялся 23 сентября 2003 в матче против сборной Хорватии, а первым крупным турниром стал чемпионат мира 2003 года. Поскольку сборная Норвегии не попала на Олимпийские игры 2004 года, в 2004 году норвежки делали ставку на чемпионат Европы 2004 года, к которому основательно готовились. Чемпионат завершился победой для Норвегии: в финале они обыграли сборную Дании со счётом 27:25, а Линн-Кристин забила пять голов в матче. На чемпионате мира 2005 года, однако, Рьегельхут не сыграла из-за повреждения руки.
В апреле 2006 года Линн-Кристин вернулась в сборной, сыграв на чемпионате Европы в Швеции и защитив в финале чемпионата титул после победы над Россией. Год спустя в финале чемпионата мира Россия и Норвегия снова сошлись, но там Норвегия уступила. На Олимпийских играх эта история снова повторилась, но на Олимпиаде Норвегия не позволила упустить титул олимпийского чемпиона и уверенно обыграла россиянок со счётом 34:27. Линн-Кристин забила девять голов и стала лучшим бомбардиром встречи. В том же году Линн-Кристин выиграла снова чемпионат Европы, забив 51 гол и попав в символическую сборную чемпионата.
В 2009 году на чемпионате мира в Китае Норвегия заняла 3-е место, а Линн-Кристин попала снова в сборную звёзд чемпионата. Через год Рьегельхут завоевала в четвёртый раз подряд титул чемпионки Европы. На чемпионате мира 2011 года Норвегия наконец-то одержала победу в финале над сборной Франции со счётом 32:24 и стала обладательницей одновременно титула чемпионок Европы, мира и Олимпийских игр. В 2012 году Рьегельхут установила несколько достижений, выиграв Олимпийские игры в Лондоне и забив 800-й гол в своей карьере, войдя в один ряд с такими бомбардирами, как Кьерсти Грини, Сюзанн Бьеркрхейм, Катрин Ролл-Маттиесен и Трине Хальвтик. А вот на чемпионате Европы 2012 года Норвегия потерпела неудачу, проиграв в финале сборной Черногории. На чемпионате мира 2013 года Норвегия стала 5-й, Линн-Кристин в 7 матчах забила 13 голов. В 2014 году на чемпионате Европы Норвегия выиграла шестой титул, Линн-Кристин забила 10 голов.
Всего в активе Линн-Кристин 279 матчей и 971 гол.

## Достижения

### Командные

#### Клубные
- Чемпионка Норвегии: 2002/03, 2004/05, 2005/06, 2006/07, 2007/08, 2008/09, 2010/11, 2011/12, 2012/13, 2013/14
- Победительница Кубка Норвегии: 2002/03, 2003/04, 2004/05, 2005/06, 2006/07, 2008/09, 2010/11, 2011/12, 2012/13
- Победительница Кубка Дании: 2009/10
- Победительница Лиги чемпионов ЕГФ: 2010/11
- Победительница Кубка обладателей кубков ЕГФ: 2004/05, 2007/08

#### В сборной
- Олимпийская чемпионка: 2008, 2012
- Чемпионка мира: 2011
- Вице-чемпионка мира: 2007
- Бронзовый призёр чемпионата мира: 2009
- Чемпионка Европы: 2004, 2006, 2008, 2010, 2014
- Вице-чемпионка Европы: 2012

### Личные
- Лучшая гандболистка чемпионата Норвегии в 2007 году[22]
- Лучшая гандболистка мира в 2008 году[23]
- Лучший бомбардир чемпионата Европы 2008 года
- Лауреат премии «Kristinastatuetten» по версии издания Tønsbergs Blad[24]
- Игрок сборной всех звёзд чемпионата Европы 2008 года[25] и чемпионата мира 2009 года

## Семья
По отцу немка. Есть сестра Бетина, игрок команды «Сторхамар», играла за сборную Норвегии (чемпионка Европы 2014 года и чемпионка мира 2015 года).
Летом 2011 года Линн-Кристин вышла замуж за Эйнара Санда Корена: супруги получили двойную фамилию Рьегельхут-Корен. 22 декабря 2015 года родила первого ребёнка. В октябре 2017 года стало известно, что ожидает второго ребёнка. Собиралась вернуться в гандбол, но больше не выходила на площадку.